# 狭叶长舌茶竿竹
狭叶长舌茶竿竹（学名：Pseudosasa nanunica var. angustifolia）为禾本科茶秆竹属下的一个变种。